# Klan Imagawa
Klan Imagawa (jap. 今川氏 Imagawa-shi) – ród japońskich daimyō, wywodzący się od cesarza Seiwa (850–880).
Spokrewniony poprzez klan Ashikaga z klanem Minamoto.

Mon rodu Imagawa

## Początki
Kuniuji Ashikaga, wnuk Yoshiuji Ashikagi, w XIII w. zmienił nazwisko na Imagawa. Działo się to w prowincji Mikawa.
Norikuni Imagawa (1295–1384) otrzymał od swojego kuzyna, sioguna Takauji Ashikagi prowincję Tōtōmi oraz później prowincję Suruga.

## Okres Sengoku
Po śmierci Yoshimoto w bitwie pod Okehazamą w 1560 r. wielu dowódców wojsk Imagawy przyłączyło się do innych klanów. W ciągu następnego dziesięciolecia klan Imagawa utracił wszystkie prowincje na rzecz klanów Tokugawa oraz Takeda. Ich znaczenie polityczne zmalało i stali się wasalami klanu Tokugawa.

## Okres Edo
Norinobu Imagawa był urzędnikiem w administracji klanu Tokugawa.

## Genealogia
Suruga
- Imagawa Kuniuji (1243-1282)
- Imagawa Morouji (1261-1323)
- Imagawa Norikuni (1295?-1384)
- Imagawa Noriuji (1316-1365)
- Imagawa Yasunori (1334?-1409?)

- Imagawa Norimasa (1364-1433)
- Imagawa Noritada (1408-1461?)
- Imagawa Yoshitada (1436-1476)
- Imagawa Ujichika (1473?-1526)
- Imagawa Ujiteru (1513-1536)

- Imagawa Yoshimoto (1519-1560)
- Imagawa Ujizane (1538-1615)
- Imagawa Naofusa (1594-1662)
- Imagawa Ujinari (1642-1673)
- Imagawa Ujimichi (1668-1699)

- Imagawa Noritaka (1694-1712)
- Imagawa Norinushi (1698-1728)
- Imagawa Norihiko (1716-1749)
- Imagawa Noriyasu (1731-1784)
- Imagawa Yoshiaki (1756-1818)

- Imagawa Yoshimochi (1786-1839)
- Imagawa Yoshiyori (1810-1841)
- Imagawa Norinobu (1829-1887)
- Imagawa Yoshihito

Tōtōmi
- Imagawa Sadayo (1326-1420?)
- Imagawa Nakaaki
- Imagawa Sadaomi
- Imagawa Sadasuke
- Imagawa Norimasa (?-1464)

- Imagawa Sadanobu (?-1474)

Tōtōmi 
- Horikoshi Sadamoto (?-1537)
- Horikoshi Ujinobu
- Horikoshi Sadatada
- Horikoshi Sadahisa
- Horikoshi Sadayoshi

- Horikoshi Sadatsugu

Tōtōmi 
- Sena Kazuhide
- Sena Ujisada
- Sena Ujitoshi
- Sena Ujiakira
- Sena Masakatsu

- Sena Kiyosada